# Miasta w Polsce o największym wzroście i spadku ludności
Poniższe tabele zawierają miasta w Polsce uporządkowane według największego procentowo wzrostu i spadku ludności na przełomie lat 1995–2025.
Liczby mieszkańców miast pochodzą z oficjalnych danych Głównego Urzędu Statystycznego – ukazującej się rokrocznie od 1995 publikacji Powierzchnia i ludność w przekroju terytorialnym. Publikacja podaje podstawowe informacje o aktualnej powierzchni jednostek (wg podziału terytorialnego na 1 stycznia) oraz liczbie ludności i gęstości zaludnienia (wg stanu na 31 grudnia, czyli dzień wcześniej, jednak w przeliczeniu na stan administracyjny z 1 stycznia). Tak więc np. w tabeli „2016–2017” uwzględnione są zmiany procentowe ludności między 31 grudnia 2015 (według stanu administracyjnego na 1 stycznia 2016) a 31 grudnia 2016 (według stanu administracyjnego na 1 stycznia 2017).
Ponieważ przyczyną wzrostu bądź spadku ludności nie są tylko zmiany demograficzne (migracja ludności, przyrost naturalny), ale także niekiedy zmiany granic administracyjnych miasta. Aby uwidocznić ewentualne zmiany ludności przez manipulacje granic miast, przy nazwie miasta – również za publikacją Powierzchnia i ludność w przekroju terytorialnym – podano (np.):
- ↑2,17% = gdy nastąpiła dodatnia zmiana granic administracyjnych (procentowy przyrost wielkości powierzchni) w odnośnym okresie
- ↓3,51% = gdy nastąpiła ujemna zmiana granic administracyjnych (procentowy spadek wielkości powierzchni) w odnośnym okresie.

## Dane coroczne
Wzrost/spadek ludności miast, dane coroczne w okresie od 1995 do 2025:

### 2024–2025
| Lp.             | Miasto                   | Ludność 2024    | 2024–25         | Ludność 2025    | Lp.             | Miasto                   | Ludność 2024    | 2024–25         | Ludność 2025    |
| --------------- | ------------------------ | --------------- | --------------- | --------------- | --------------- | ------------------------ | --------------- | --------------- | --------------- |
| Wzrost ludności | Wzrost ludności          | Wzrost ludności | Wzrost ludności | Wzrost ludności | Spadek ludności | Spadek ludności          | Spadek ludności | Spadek ludności | Spadek ludności |
| 1.              | Książ Wielkopolski       | 2 745           | + 6,52%         | 2 924           | 1.              | Ogrodzieniec             | 4 110           | – 4,84%         | 3 911           |
| 2.              | Inowłódz ↑0,13%          | 735             | + 4,08%         | 765             | 2.              | Pierzchnica              | 1 269           | – 4,41%         | 1 213           |
| 3.              | Siechnice                | 10 991          | + 3,41%         | 11 366          | 3.              | Wodzisław                | 961             | – 3,95%         | 923             |
| 4.              | Rejowiec ↑1,38%          | 1 982           | + 2,98%         | 2 041           | 4.              | Baborów                  | 2 823           | – 3,61%         | 2 721           |
| 5.              | Głogów Małopolski ↑0,03% | 10 583          | + 2,72%         | 10 871          | 5.              | Józefów nad Wisłą ↑0,27% | 803             | – 3,49%         | 775             |

### 2023–2024
| Lp.             | Miasto                      | Ludność 2023    | 2023–24         | Ludność 2024    | Lp.             | Miasto          | Ludność 2023    | 2023–24         | Ludność 2024    |
| --------------- | --------------------------- | --------------- | --------------- | --------------- | --------------- | --------------- | --------------- | --------------- | --------------- |
| Wzrost ludności | Wzrost ludności             | Wzrost ludności | Wzrost ludności | Wzrost ludności | Spadek ludności | Spadek ludności | Spadek ludności | Spadek ludności | Spadek ludności |
| 1.              | Jastrząb                    | 1 102           | + 6,90%         | 1 178           | 1.              | Wiślica         | 468             | – 5,13%         | 444             |
| 2.              | Książ Wielkopolski ↑192,86% | 2 573           | + 6,68%         | 2 745           | 2.              | Frombork        | 2 099           | – 3,33%         | 2 029           |
| 3.              | Ożarów Mazowiecki           | 15 157          | + 3,07%         | 15 623          | 3.              | Opatowiec       | 317             | – 2,84%         | 308             |
| 4.              | Siechnice                   | 10 684          | + 2,87%         | 10 991          | 4.              | Nowa Sarzyna    | 5 502           | – 2,64%         | 5 357           |
| 5.              | Serock                      | 5 152           | + 2,43%         | 5 277           | 5.              | Karpacz         | 4 321           | – 2,62%         | 4 208           |

### 2022–2023
| Lp.             | Miasto            | Ludność 2022    | 2022–23         | Ludność 2023    | Lp.             | Miasto          | Ludność 2022    | 2022–23         | Ludność 2023    |
| --------------- | ----------------- | --------------- | --------------- | --------------- | --------------- | --------------- | --------------- | --------------- | --------------- |
| Wzrost ludności | Wzrost ludności   | Wzrost ludności | Wzrost ludności | Wzrost ludności | Spadek ludności | Spadek ludności | Spadek ludności | Spadek ludności | Spadek ludności |
| 1.              | Siechnice         | 10 310          | + 3,62%         | 10 684          | 1.              | Dziwnów         | 2 407           | – 3,24%         | 2 329           |
| 2.              | Solec nad Wisłą   | 900             | + 3,11%         | 928             | 2.              | Kleszczele      | 1 110           | – 3,15%         | 1 075           |
| 3.              | Ożarów Mazowiecki | 14 719          | + 2,98%         | 15 157          | 3.              | Lubowidz        | 1 564           | – 2,88%         | 1 519           |
| 4.              | Niepołomice       | 16 035          | + 2,86%         | 16 493          | 4.              | Złoty Stok      | 2 549           | – 2,67%         | 2 481           |
| 5.              | Marki             | 43 164          | + 2,83%         | 44 387          | 5.              | Hel ↑316,42%    | 2 909           | – 2,54%         | 2 835           |

### 2021–2022
| Lp.             | Miasto                    | Ludność 2021    | 2021–22         | Ludność 2022    | Lp.             | Miasto           | Ludność 2021    | 2021–22         | Ludność 2022    |
| --------------- | ------------------------- | --------------- | --------------- | --------------- | --------------- | ---------------- | --------------- | --------------- | --------------- |
| Wzrost ludności | Wzrost ludności           | Wzrost ludności | Wzrost ludności | Wzrost ludności | Spadek ludności | Spadek ludności  | Spadek ludności | Spadek ludności | Spadek ludności |
| 1.              | Kazimierz Dolny           | 2 534           | + 27,98%        | 3 243           | 1.              | Chodecz          | 2 279           | – 22,33%        | 1 770           |
| 2.              | Ożarów Mazowiecki ↓-0,12% | 12 432          | + 18,40%        | 14 719          | 2.              | Stopnica         | 1 414           | – 16,69%        | 1 178           |
| 3.              | Marki                     | 36 816          | + 17,24%        | 43 164          | 3.              | Dąbie            | 1 982           | – 11,81%        | 1 748           |
| 4.              | Siechnice ↑0,13%          | 8 851           | + 16,48%        | 10 310          | 4.              | Szydłów          | 1 095           | – 11,78%        | 966             |
| 5.              | Ząbki                     | 38 546          | + 14,99%        | 44 325          | 5.              | Szklarska Poręba | 6 653           | – 11,72%        | 5 873           |

### 2020–2021
| Lp.             | Miasto                    | Ludność 2020    | 2020–21         | Ludność 2021    | Lp.             | Miasto               | Ludność 2020    | 2020–21         | Ludność 2021    |
| --------------- | ------------------------- | --------------- | --------------- | --------------- | --------------- | -------------------- | --------------- | --------------- | --------------- |
| Wzrost ludności | Wzrost ludności           | Wzrost ludności | Wzrost ludności | Wzrost ludności | Spadek ludności | Spadek ludności      | Spadek ludności | Spadek ludności | Spadek ludności |
| 1.              | Chodecz ↑36,69%           | 1 852           | + 23,06%        | 2 279           | 1.              | Czempiń              | 5 307           | – 7,07%         | 4 932           |
| 2.              | Głogów Małopolski ↑82,95% | 8 530           | + 14,89%        | 9 800           | 2.              | Jordanów             | 5 366           | – 3,99%         | 5 152           |
| 3.              | Siechnice                 | 8 320           | + 6,38%         | 8 851           | 3.              | Gołańcz              | 3 282           | – 3,78%         | 3 158           |
| 4.              | Kruszwica ↑54,07%         | 8 819           | + 5,81%         | 9 331           | 4.              | Nowy Korczyn ↓-0,93% | 938             | – 3,62%         | 904             |
| 5.              | Ożarów Mazowiecki         | 11 938          | + 4,14%         | 12 432          | 5.              | Sępopol              | 1 941           | – 2,99%         | 1 883           |

### 2019–2020
| Lp.             | Miasto                    | Ludność 2019    | 2019–20         | Ludność 2020    | Lp.             | Miasto            | Ludność 2019    | 2019–20         | Ludność 2020    |
| --------------- | ------------------------- | --------------- | --------------- | --------------- | --------------- | ----------------- | --------------- | --------------- | --------------- |
| Wzrost ludności | Wzrost ludności           | Wzrost ludności | Wzrost ludności | Wzrost ludności | Spadek ludności | Spadek ludności   | Spadek ludności | Spadek ludności | Spadek ludności |
| 1.              | Głogów Małopolski ↑52,30% | 6 568           | + 29,87%        | 8 530           | 1.              | Cedynia           | 1 573           | – 3,37%         | 1 520           |
| 2.              | Siechnice                 | 7 892           | + 5,42%         | 8 320           | 2.              | Łasin             | 3 298           | – 3,06%         | 3 197           |
| 3.              | Marki                     | 33 914          | + 4,56%         | 35 461          | 3.              | Radzyń Chełmiński | 1 864           | – 2,74%         | 1 813           |
| 4.              | Niepołomice               | 13 001          | + 4,33%         | 13 564          | 4.              | Lubowidz          | 1 697           | – 2,71%         | 1 651           |
| 5.              | Serock                    | 4 416           | + 3,83%         | 4 585           | 5.              | Chodecz           | 1 899           | – 2,47%         | 1 852           |

### 2018–2019
| Lp.             | Miasto                        | Ludność 2018    | 2018–19         | Ludność 2019    | Lp.             | Miasto          | Ludność 2018    | 2018–19         | Ludność 2019    |
| --------------- | ----------------------------- | --------------- | --------------- | --------------- | --------------- | --------------- | --------------- | --------------- | --------------- |
| Wzrost ludności | Wzrost ludności               | Wzrost ludności | Wzrost ludności | Wzrost ludności | Spadek ludności | Spadek ludności | Spadek ludności | Spadek ludności | Spadek ludności |
| 1.              | Sędziszów Małopolski ↑271,39% | 7 524           | + 63,16%        | 12 276          | 1.              | Jaraczewo       | 1 467           | – 3,20%         | 1 420           |
| 2.              | Siechnice                     | 7 410           | + 6,50%         | 7 892           | 2.              | Cedynia         | 1 625           | – 3,20%         | 1 573           |
| 3.              | Kielce                        | 187 374         | + 4,48%         | 195 774         | 3.              | Leśnica         | 2 668           | – 3,11%         | 2 585           |
| 4.              | Niepołomice                   | 12 507          | + 3,95%         | 13 001          | 4.              | Hel             | 3 373           | – 2,61%         | 3 285           |
| 5.              | Marki                         | 32 686          | + 3,76%         | 33 914          | 5.              | Górzno          | 1 403           | – 2,35%         | 1 370           |

### 2017–2018
| Lp.             | Miasto           | Ludność 2017    | 2017–18         | Ludność 2018    | Lp.             | Miasto            | Ludność 2017    | 2017–18         | Ludność 2018    |
| --------------- | ---------------- | --------------- | --------------- | --------------- | --------------- | ----------------- | --------------- | --------------- | --------------- |
| Wzrost ludności | Wzrost ludności  | Wzrost ludności | Wzrost ludności | Wzrost ludności | Spadek ludności | Spadek ludności   | Spadek ludności | Spadek ludności | Spadek ludności |
| 1.              | Otmuchów ↑78,07% | 4 996           | + 33,05%        | 6 647           | 1.              | Dobrzyń nad Wisłą | 2 221           | – 2,70%         | 2 161           |
| 2.              | Siechnice        | 7 081           | + 4,65%         | 7 410           | 2.              | Górzno            | 1 440           | – 2,57%         | 1 403           |
| 3.              | Niepołomice      | 12 000          | + 4,22%         | 12 507          | 3.              | Gozdnica          | 3 172           | – 2,27%         | 3 100           |
| 4.              | Lubomierz        | 1 922           | + 4,16%         | 2 002           | 4.              | Trzcińsko-Zdrój   | 2 350           | – 2,26%         | 2 297           |
| 5.              | Marki            | 31 687          | + 3,15%         | 32 686          | 5.              | Kleszczele        | 1 326           | – 2,19%         | 1 297           |

### 2016–2017
| Lp.             | Miasto          | Ludność 2016    | 2016–17         | Ludność 2017    | Lp.             | Miasto            | Ludność 2016    | 2016–17         | Ludność 2017    |
| --------------- | --------------- | --------------- | --------------- | --------------- | --------------- | ----------------- | --------------- | --------------- | --------------- |
| Wzrost ludności | Wzrost ludności | Wzrost ludności | Wzrost ludności | Wzrost ludności | Spadek ludności | Spadek ludności   | Spadek ludności | Spadek ludności | Spadek ludności |
| 1.              | Opole ↑54,20%   | 118 931         | + 7,66%         | 128 043         | 1.              | Jastarnia ↓35,12% | 3 824           | – 28,50%        | 2 734           |
| 2.              | Siechnice       | 6 791           | + 4,27%         | 7 081           | 2.              | Nowy Staw         | 4 377           | – 4,39%         | 4 185           |
| 3.              | Niepołomice     | 11 573          | + 3,69%         | 12 000          | 3.              | Zawichost         | 1 867           | – 2,68%         | 1 817           |
| 4.              | Marki           | 30 595          | + 3,57%         | 31 687          | 4.              | Hel               | 3 531           | – 2,46%         | 3 444           |
| 5.              | Siedliszcze     | 1 352           | + 3,40%         | 1 398           | 5.              | Goniądz           | 1 869           | – 2,41%         | 1 824           |

### 2015–2016
| Lp.             | Miasto          | Ludność 2015    | 2015–16         | Ludność 2016    | Lp.             | Miasto           | Ludność 2015    | 2015–16         | Ludność 2016    |
| --------------- | --------------- | --------------- | --------------- | --------------- | --------------- | ---------------- | --------------- | --------------- | --------------- |
| Wzrost ludności | Wzrost ludności | Wzrost ludności | Wzrost ludności | Wzrost ludności | Spadek ludności | Spadek ludności  | Spadek ludności | Spadek ludności | Spadek ludności |
| 1.              | Siechnice       | 6 381           | + 6,43%         | 6 791           | 1.              | Pieszyce ↓72,59% | 9 586           | – 24,33%        | 7 254           |
| 2.              | Niepołomice     | 11 201          | + 3,32%         | 11 573          | 2.              | Nałęczów         | 3 892           | – 2,57%         | 3 792           |
| 3.              | Radzymin        | 11 698          | + 3,07%         | 12 057          | 3.              | Drohiczyn        | 2 118           | – 2,50%         | 2 065           |
| 4.              | Mieszkowice     | 3 594           | + 3,06%         | 3 704           | 4.              | Bardo            | 2 705           | – 2,44%         | 2 639           |
| 5.              | Ząbki           | 32 844          | + 2,97%         | 33 818          | 5.              | Korsze           | 4 514           | – 2,35%         | 4 408           |

### 2014–2015
| Lp.             | Miasto                | Ludność 2014    | 2014–15         | Ludność 2015    | Lp.             | Miasto               | Ludność 2014    | 2014–15         | Ludność 2015    |
| --------------- | --------------------- | --------------- | --------------- | --------------- | --------------- | -------------------- | --------------- | --------------- | --------------- |
| Wzrost ludności | Wzrost ludności       | Wzrost ludności | Wzrost ludności | Wzrost ludności | Spadek ludności | Spadek ludności      | Spadek ludności | Spadek ludności | Spadek ludności |
| 1.              | Zielona Góra ↑220,00% | 118 405         | + 16,98%        | 138 512         | 1.              | Władysławowo ↓65,14% | 15 400          | – 34,72%        | 10 053          |
| 2.              | Stepnica              | 2 266           | + 7,94%         | 2 446           | 2.              | Nałęczów             | 4 033           | – 3,50%         | 3 892           |
| 3.              | Siechnice             | 6 063           | + 5,24%         | 6 381           | 3.              | Szlichtyngowa        | 1 328           | – 2,94%         | 1 289           |
| 4.              | Niepołomice           | 10 822          | + 3,50%         | 11 201          | 4.              | Jedwabne             | 1 717           | – 2,56%         | 1 673           |
| 5.              | Ząbki                 | 31 884          | + 3,01%         | 32 844          | 5.              | Baranów Sandomierski | 1 497           | – 2,27%         | 1 463           |

### 2013–2014
| Lp.             | Miasto            | Ludność 2013    | 2013–14         | Ludność 2014    | Lp.             | Miasto              | Ludność 2013    | 2013–14         | Ludność 2014    |
| --------------- | ----------------- | --------------- | --------------- | --------------- | --------------- | ------------------- | --------------- | --------------- | --------------- |
| Wzrost ludności | Wzrost ludności   | Wzrost ludności | Wzrost ludności | Wzrost ludności | Spadek ludności | Spadek ludności     | Spadek ludności | Spadek ludności | Spadek ludności |
| 1.              | Sława             | 3 957           | + 8,97%         | 4 312           | 1.              | Czarna Woda ↓64,18% | 3 303           | – 13,32%        | 2 863           |
| 2.              | Siechnice         | 5 762           | + 5,22%         | 6 063           | 2.              | Działoszyce         | 1 009           | – 2,78%         | 981             |
| 3.              | Myszyniec         | 3 139           | + 4,68%         | 3 286           | 3.              | Iwonicz-Zdrój       | 1 904           | – 2,73%         | 1 852           |
| 4.              | Niepołomice       | 10 993          | + 3,50%         | 11 378          | 4.              | Baborów             | 3 088           | – 2,69%         | 3 005           |
| 5.              | Ożarów Mazowiecki | 10 378          | + 3,44%         | 10 735          | 5.              | Gościno             | 2 527           | – 2,33%         | 2 468           |

### 2012–2013
| Lp.             | Miasto          | Ludność 2012    | 2012–13         | Ludność 2013    | Lp.             | Miasto          | Ludność 2012    | 2012–13         | Ludność 2013    |
| --------------- | --------------- | --------------- | --------------- | --------------- | --------------- | --------------- | --------------- | --------------- | --------------- |
| Wzrost ludności | Wzrost ludności | Wzrost ludności | Wzrost ludności | Wzrost ludności | Spadek ludności | Spadek ludności | Spadek ludności | Spadek ludności | Spadek ludności |
| 1.              | Siechnice       | 5 762           | + 5,22%         | 6 063           | 1.              | Działoszyce     | 1 009           | – 2,78%         | 981             |
| 2.              | Radzymin        | 10 993          | + 3,50%         | 11 378          | 2.              | Iwonicz-Zdrój   | 1 904           | – 2,73%         | 1 852           |
| 3.              | Ząbki           | 30 879          | + 3,25%         | 31 884          | 3.              | Baborów         | 3 088           | – 2,69%         | 3 005           |
| 4.              | Niepołomice     | 10 482          | + 3,24%         | 10 822          | 4.              | Gościno         | 2 527           | – 2,33%         | 2 468           |
| 5.              | Reda            | 22 479          | + 2,92%         | 23 135          | 5.              | Lubomierz       | 2 009           | – 2,04%         | 1 968           |

### 2011–2012
| Lp.             | Miasto            | Ludność 2011    | 2011–12         | Ludność 2012    | Lp.             | Miasto          | Ludność 2011    | 2011–12         | Ludność 2012    |
| --------------- | ----------------- | --------------- | --------------- | --------------- | --------------- | --------------- | --------------- | --------------- | --------------- |
| Wzrost ludności | Wzrost ludności   | Wzrost ludności | Wzrost ludności | Wzrost ludności | Spadek ludności | Spadek ludności | Spadek ludności | Spadek ludności | Spadek ludności |
| 1.              | Radzymin          | 10 499          | + 4,71%         | 10 993          | 1.              | Jedwabne        | 1 871           | – 7,11%         | 1 738           |
| 2.              | Ząbki             | 29 665          | + 4,09%         | 30 879          | 2.              | Hel             | 3 860           | – 3,19%         | 3 737           |
| 3.              | Siechnice         | 5 544           | + 3,93%         | 5 762           | 3.              | Nałęczów        | 4 075           | – 2,87%         | 3 958           |
| 4.              | Ożarów Mazowiecki | 10 110          | + 2,65%         | 10 378          | 4.              | Mieroszów       | 4 434           | – 2,39%         | 4 328           |
| 5.              | Niepołomice       | 10 213          | + 2,63%         | 10 482          | 5.              | Dziwnów         | 2 846           | – 2,35%         | 2 779           |

### 2010–2011
| Lp.             | Miasto          | Ludność 2010    | 2010–11         | Ludność 2011    | Lp.             | Miasto          | Ludność 2010    | 2010–11         | Ludność 2011    |
| --------------- | --------------- | --------------- | --------------- | --------------- | --------------- | --------------- | --------------- | --------------- | --------------- |
| Wzrost ludności | Wzrost ludności | Wzrost ludności | Wzrost ludności | Wzrost ludności | Spadek ludności | Spadek ludności | Spadek ludności | Spadek ludności | Spadek ludności |
| 1.              | Radzymin        | 9 953           | + 5,49%         | 10 499          | 1.              | Hel             | 3 945           | – 2,15%         | 3 860           |
| 2.              | Siechnice       | 5 276           | + 5,08%         | 5 544           | 2.              | Kleszczele      | 1 406           | – 2,06%         | 1 377           |
| 3.              | Ząbki           | 28 577          | + 3,81%         | 29 665          | 3.              | Mieroszów       | 4 509           | – 1,66%         | 4 434           |
| 4.              | Niepołomice     | 9 888           | + 3,29%         | 10 213          | 4.              | Lipsk           | 2 549           | – 1,57%         | 2 509           |
| 5.              | Marki           | 26 866          | + 3,01%         | 27 675          | 5.              | Głuszyca        | 6 909           | – 1,51%         | 6 805           |

### 2009–2010
| Lp.             | Miasto            | Ludność 2009    | 2009–10         | Ludność 2010    | Lp.             | Miasto            | Ludność 2009    | 2009–10         | Ludność 2010    |
| --------------- | ----------------- | --------------- | --------------- | --------------- | --------------- | ----------------- | --------------- | --------------- | --------------- |
| Wzrost ludności | Wzrost ludności   | Wzrost ludności | Wzrost ludności | Wzrost ludności | Spadek ludności | Spadek ludności   | Spadek ludności | Spadek ludności | Spadek ludności |
| 1.              | Siechnice         | 4 077           | + 29,41%        | 5 276           | 1.              | Kazimierz Dolny   | 3 438           | – 21,35%        | 2 704           |
| 2.              | Mirosławiec       | 2 659           | + 16,70%        | 3 103           | 2.              | Michałowo         | 3 390           | – 5,40%         | 3 207           |
| 3.              | Ożarów Mazowiecki | 8 620           | + 15,28%        | 9 937           | 3.              | Zdzieszowice      | 12 971          | – 5,27%         | 12 288          |
| 4.              | Błaszki           | 2 097           | + 11,25%        | 2 333           | 4.              | Gliwice           | 196 167         | – 4,25%         | 187 830         |
| 5.              | Lubomierz         | 1 841           | + 10,10%        | 2 027           | 5.              | Strzelce Opolskie | 19 657          | – 4,01%         | 18 869          |

### 2008–2009
| Lp.             | Miasto                | Ludność 2008    | 2008–09         | Ludność 2009    | Lp.             | Miasto          | Ludność 2008    | 2008–09         | Ludność 2009    |
| --------------- | --------------------- | --------------- | --------------- | --------------- | --------------- | --------------- | --------------- | --------------- | --------------- |
| Wzrost ludności | Wzrost ludności       | Wzrost ludności | Wzrost ludności | Wzrost ludności | Spadek ludności | Spadek ludności | Spadek ludności | Spadek ludności | Spadek ludności |
| 1.              | Siechnice             | 3 851           | + 5,87%         | 4 077           | 1.              | Biała Rawska    | 3 231           | – 2,60%         | 3 147           |
| 2.              | Ząbki                 | 26 419          | + 4,45%         | 27 594          | 2.              | Działoszyce     | 1 040           | – 2,40%         | 1 015           |
| 3.              | Kalwaria Zebrzydowska | 4 288           | + 4,41%         | 4 477           | 3.              | Prusice         | 2 244           | – 2,18%         | 2 195           |
| 4.              | Radzymin              | 8 818           | + 3,50%         | 9 127           | 4.              | Szczawnica      | 6 184           | – 2,17%         | 6 050           |
| 5.              | Reda                  | 19 593          | + 3,00%         | 20 181          | 5.              | Łęknica         | 2 565           | – 1,87%         | 2 517           |

### 2007–2008
| Lp.             | Miasto          | Ludność 2007    | 2007–08         | Ludność 2008    | Lp.             | Miasto                | Ludność 2007    | 2007–08         | Ludność 2008    |
| --------------- | --------------- | --------------- | --------------- | --------------- | --------------- | --------------------- | --------------- | --------------- | --------------- |
| Wzrost ludności | Wzrost ludności | Wzrost ludności | Wzrost ludności | Wzrost ludności | Spadek ludności | Spadek ludności       | Spadek ludności | Spadek ludności | Spadek ludności |
| 1.              | Trzebinia       | 18 636          | + 7,87%         | 20 102          | 1.              | Toszek                | 3 719           | – 4,46%         | 3 553           |
| 2.              | Ząbki           | 25 497          | + 3,62%         | 26 419          | 2.              | Iwonicz-Zdrój         | 1 873           | – 4,06%         | 1 797           |
| 3.              | Radzymin        | 8 533           | + 3,34%         | 8 818           | 3.              | Kalwaria Zebrzydowska | 4 429           | – 3,18%         | 4 288           |
| 4.              | Marki           | 24 559          | + 3,22%         | 25 350          | 4.              | Wyśmierzyce           | 881             | – 2,61%         | 858             |
| 5.              | Reda            | 19 058          | + 2,81%         | 19 593          | 5.              | Zduny                 | 4 500           | – 2,47%         | 4 389           |

### 2006–2007
| Lp.             | Miasto          | Ludność 2006    | 2006–07         | Ludność 2007    | Lp.             | Miasto           | Ludność 2006    | 2006–07         | Ludność 2007    |
| --------------- | --------------- | --------------- | --------------- | --------------- | --------------- | ---------------- | --------------- | --------------- | --------------- |
| Wzrost ludności | Wzrost ludności | Wzrost ludności | Wzrost ludności | Wzrost ludności | Spadek ludności | Spadek ludności  | Spadek ludności | Spadek ludności | Spadek ludności |
| 1.              | Dobra ↑2,16%    | 2 065           | + 13,03%        | 2 334           | 1.              | Hel              | 3 921           | - 2,75%         | 3 813           |
| 2.              | Radzymin        | 7 931           | + 7,59%         | 8 533           | 2.              | Górowo Iławeckie | 4 517           | - 2,32%         | 4 412           |
| 3.              | Krzywiń ↑34,32% | 1 543           | + 5,31%         | 1 625           | 3.              | Działoszyce      | 1 065           | - 2,25%         | 1 041           |
| 4.              | Borne Sulinowo  | 4 349           | + 3,98%         | 4 522           | 4.              | Bardo            | 2 846           | - 2,14%         | 2 785           |
| 5.              | Marki           | 23 710          | + 3,58%         | 24 559          | 5.              | Gryfice          | 16 737          | - 2,05%         | 16 394          |

### 2005–2006
| Lp.             | Miasto           | Ludność 2005    | 2005–06         | Ludność 2006    | Lp.             | Miasto               | Ludność 2005    | 2005–06         | Ludność 2006    |
| --------------- | ---------------- | --------------- | --------------- | --------------- | --------------- | -------------------- | --------------- | --------------- | --------------- |
| Wzrost ludności | Wzrost ludności  | Wzrost ludności | Wzrost ludności | Wzrost ludności | Spadek ludności | Spadek ludności      | Spadek ludności | Spadek ludności | Spadek ludności |
| 1.              | Moryń            | 1 561           | + 4,23%         | 1 627           | 1.              | Tyszowce ↓3,62%      | 2 263           | - 3,40%         | 2 186           |
| 2.              | Borne Sulinowo   | 4 184           | + 3,94%         | 4 349           | 2.              | Toszek ↑0,41%        | 3 908           | - 3,17%         | 3 784           |
| 3.              | Piaseczno ↓0,67% | 36 835          | + 3,45%         | 38 104          | 3.              | Chodecz ↑6,11%       | 1 953           | - 2,82%         | 1 898           |
| 4.              | Rajgród ↑0,28%   | 1 677           | + 3,16%         | 1 730           | 4.              | Iwonicz-Zdrój ↑1,20% | 1 920           | - 2,71%         | 1 868           |
| 5.              | Rzeszów ↑26,72%  | 158 539         | + 3,13%         | 163 508         | 5.              | Gołdap               | 13 689          | - 2,68%         | 13 322          |

### 2004–2005
| Lp.             | Miasto          | Ludność 2004    | 2004–05         | Ludność 2005    | Lp.             | Miasto          | Ludność 2004    | 2004–05         | Ludność 2005    |
| --------------- | --------------- | --------------- | --------------- | --------------- | --------------- | --------------- | --------------- | --------------- | --------------- |
| Wzrost ludności | Wzrost ludności | Wzrost ludności | Wzrost ludności | Wzrost ludności | Spadek ludności | Spadek ludności | Spadek ludności | Spadek ludności | Spadek ludności |
| 1.              | Nowy Staw       | 3 896           | + 14,35%        | 4 455           | 1.              | Hel             | 4 136           | - 4,35%         | 3 956           |
| 2.              | Rydzyna         | 2 437           | + 4,31%         | 2 542           | 2.              | Tyszowce        | 2 359           | - 4,07%         | 2 263           |
| 3.              | Raciąż ↑113,6%  | 4 585           | + 3,75%         | 4 757           | 3.              | Toszek          | 4 050           | - 3,51%         | 3 908           |
| 4.              | Borne Sulinowo  | 4 044           | + 3,46%         | 4 184           | 4.              | Dęblin          | 18 710          | - 2,99%         | 18 150          |
| 5.              | Prabuty ↑23,3%  | 8 215           | + 3,40%         | 8 494           | 5.              | Kleszczele      | 1 473           | - 2,38%         | 1 438           |

### 2003–2004
| Lp.             | Miasto            | Ludność 2003    | 2003–04         | Ludność 2004    | Lp.             | Miasto          | Ludność 2003    | 2003–04         | Ludność 2004    |
| --------------- | ----------------- | --------------- | --------------- | --------------- | --------------- | --------------- | --------------- | --------------- | --------------- |
| Wzrost ludności | Wzrost ludności   | Wzrost ludności | Wzrost ludności | Wzrost ludności | Spadek ludności | Spadek ludności | Spadek ludności | Spadek ludności | Spadek ludności |
| 1.              | Ostrów Lubelski   | 2 133           | + 4,27%         | 2 224           | 1.              | Mirosławiec     | 2 768           | - 3,72%         | 2 665           |
| 2.              | Głogów Małopolski | 4 824           | + 3,54%         | 4 995           | 2.              | Karpacz         | 5 279           | - 3,26%         | 5 107           |
| 3.              | Lubomierz         | 1 756           | + 3,19%         | 1 812           | 3.              | Hel             | 4 274           | - 3,23%         | 4 136           |
| 4.              | Ząbki             | 22 571          | + 3,13%         | 23 277          | 4.              | Toszek          | 4 184           | - 3,20%         | 4 050           |
| 5.              | Piaseczno         | 34 603          | + 3,07%         | 35 665          | 5.              | Rajgród         | 1 728           | - 2,78%         | 1 680           |

### 2002–2003
| Lp.             | Miasto          | Ludność 2002    | 2002–03         | Ludność 2003    | Lp.             | Miasto          | Ludność 2002    | 2002–03         | Ludność 2003    |
| --------------- | --------------- | --------------- | --------------- | --------------- | --------------- | --------------- | --------------- | --------------- | --------------- |
| Wzrost ludności | Wzrost ludności | Wzrost ludności | Wzrost ludności | Wzrost ludności | Spadek ludności | Spadek ludności | Spadek ludności | Spadek ludności | Spadek ludności |
| 1.              | Nowy Wiśnicz    | 2 622           | + 3,20%         | 2 706           | 1.              | Baborów         | 3 412           | - 4,60%         | 3 255           |
| 2.              | Marki           | 21 342          | + 3,17%         | 22 019          | 2.              | Kolonowskie     | 3 576           | - 3,86%         | 3 438           |
| 3.              | Halinów         | 3 123           | + 2,79%         | 3 210           | 3.              | Toszek          | 4 328           | - 3,33%         | 4 184           |
| 4.              | Luboń           | 24 934          | + 2,65%         | 25 594          | 4.              | Głogówek        | 6 144           | - 3,19%         | 5 948           |
| 5.              | Kórnik          | 6 485           | + 2,62%         | 6 655           | 5.              | Dukla           | 2 158           | - 2,92%         | 2 095           |

### 2001–2002
| Lp.             | Miasto          | Ludność 2001    | 2001–02         | Ludność 2002    | Lp.             | Miasto          | Ludność 2001    | 2001–02         | Ludność 2002    |
| --------------- | --------------- | --------------- | --------------- | --------------- | --------------- | --------------- | --------------- | --------------- | --------------- |
| Wzrost ludności | Wzrost ludności | Wzrost ludności | Wzrost ludności | Wzrost ludności | Spadek ludności | Spadek ludności | Spadek ludności | Spadek ludności | Spadek ludności |
| 1.              | Borne Sulinowo  | 3 686           | + 5,02%         | 3 871           | 1.              | Choroszcz       | 5 697           | - 5,88%         | 5 362           |
| 2.              | Piaseczno       | 32 526          | + 3,70%         | 33 730          | 2.              | Iwonicz-Zdrój   | 2 009           | - 4,78%         | 1 913           |
| 3.              | Serock ↑7,6%    | 3 455           | + 3,59%         | 3 579           | 3.              | Mirosławiec     | 2 944           | - 3,77%         | 2 833           |
| 4.              | Wyśmierzyce     | 890             | + 3,48%         | 921             | 4.              | Kolonowskie     | 3 714           | - 3,72%         | 3 576           |
| 5.              | Józefów         | 16 676          | + 2,64%         | 17 117          | 5.              | Głogówek        | 6 362           | - 3,43%         | 6 144           |

### 2000–2001
| Lp.             | Miasto          | Ludność 2000    | 2000–01         | Ludność 2001    | Lp.             | Miasto                       | Ludność 2000    | 2000–01         | Ludność 2001    |
| --------------- | --------------- | --------------- | --------------- | --------------- | --------------- | ---------------------------- | --------------- | --------------- | --------------- |
| Wzrost ludności | Wzrost ludności | Wzrost ludności | Wzrost ludności | Wzrost ludności | Spadek ludności | Spadek ludności              | Spadek ludności | Spadek ludności | Spadek ludności |
| 1.              | Luboń           | 23 589          | + 3,39%         | 24 389          | 1.              | Nowe Miasto nad Pilicą ↑5,2% | 4 293           | - 6,36%         | 4 020           |
| 2.              | Borne Sulinowo  | 3 568           | + 3,31%         | 3 686           | 2.              | Reszel                       | 5 398           | - 3,33%         | 5 218           |
| 3.              | Ząbki           | 20 966          | + 3,22%         | 21 642          | 3.              | Ostrów Lubelski              | 2 250           | - 3,33%         | 2 175           |
| 4.              | Piaseczno       | 31 618          | + 2,87%         | 32 526          | 4.              | Nałęczów                     | 4 648           | - 3,18%         | 4 500           |
| 5.              | Frombork        | 2 555           | + 2,86%         | 2 628           | 5.              | Gubin                        | 18 042          | - 2,65%         | 17 564          |

### 1999–2000
| Lp.             | Miasto                        | Ludność 1999    | 1999–2000       | Ludność 2000    | Lp.             | Miasto          | Ludność 1999    | 1999–2000       | Ludność 2000    |
| --------------- | ----------------------------- | --------------- | --------------- | --------------- | --------------- | --------------- | --------------- | --------------- | --------------- |
| Wzrost ludności | Wzrost ludności               | Wzrost ludności | Wzrost ludności | Wzrost ludności | Spadek ludności | Spadek ludności | Spadek ludności | Spadek ludności | Spadek ludności |
| 1.              | Ząbki                         | 17 184          | + 22,01%        | 20 966          | 1.              | Toszek          | 5 063           | - 15,39%        | 4 284           |
| 2.              | Mirosławiec                   | 2 509           | + 19,69%        | 3 003           | 2.              | Iwonicz-Zdrój   | 2 366           | - 13,86%        | 2 038           |
| 3.              | Piaseczno                     | 26 886          | + 17,60%        | 31 618          | 3.              | Lubomierz       | 2 044           | - 13,65%        | 1 765           |
| 4.              | Marki                         | 17 464          | + 15,95%        | 20 249          | 4.              | Biały Bór       | 2 464           | - 13,11%        | 2 141           |
| 5.              | Grodzisk Wielkopolski ↑295,8% | 11 774          | + 14,01%        | 13 424          | 5.              | Kępice          | 4 531           | - 12,16%        | 3 980           |

### 1998–1999
| Lp.             | Miasto          | Ludność 1998    | 1998–99         | Ludność 1999    | Lp.             | Miasto          | Ludność 1998    | 1998–99         | Ludność 1999    |
| --------------- | --------------- | --------------- | --------------- | --------------- | --------------- | --------------- | --------------- | --------------- | --------------- |
| Wzrost ludności | Wzrost ludności | Wzrost ludności | Wzrost ludności | Wzrost ludności | Spadek ludności | Spadek ludności | Spadek ludności | Spadek ludności | Spadek ludności |
| 1.              | Borne Sulinowo  | 2 817           | + 11,32%        | 3 136           | 1.              | Cybinka         | 2 543           | - 3,58%         | 2 452           |
| 2.              | Kępice          | 4 244           | + 6,76%         | 4 531           | 2.              | Nowe Warpno     | 1 395           | - 3,01%         | 1 353           |
| 3.              | Nowogród        | 1 842           | + 5,75%         | 1 948           | 3.              | Czarne          | 6 555           | - 2,93%         | 6 363           |
| 4.              | Rydzyna         | 2 261           | + 4,20%         | 2 356           | 4.              | Ostrów Lubelski | 2 233           | - 2,69%         | 2 173           |
| 5.              | Marki           | 16 798          | + 3,96%         | 17 464          | 5.              | Bodzentyn       | 2 449           | - 2,16%         | 2 396           |

### 1997–1998
| Lp.             | Miasto          | Ludność 1997    | 1997–98         | Ludność 1998    | Lp.             | Miasto            | Ludność 1997    | 1997–98         | Ludność 1998    |
| --------------- | --------------- | --------------- | --------------- | --------------- | --------------- | ----------------- | --------------- | --------------- | --------------- |
| Wzrost ludności | Wzrost ludności | Wzrost ludności | Wzrost ludności | Wzrost ludności | Spadek ludności | Spadek ludności   | Spadek ludności | Spadek ludności | Spadek ludności |
| 1.              | Ropczyce ↑79,6% | 12 300          | + 21,20%        | 14 907          | 1.              | Pszczyna ↓69,2%   | 34 827          | - 23,27%        | 26 723          |
| 2.              | Borne Sulinowo  | 2 384           | + 18,16%        | 2 817           | 2.              | Bytom ↓16,1%      | 225 799         | - 8,96%         | 205 560         |
| 3.              | Dolsk ↑128,9%   | 1 235           | + 13,77%        | 1 405           | 3.              | Piechowice ↓32,2% | 7 513           | - 8,70%         | 6 859           |
| 4.              | Reda ↑11,6%     | 15 822          | + 9,25%         | 17 286          | 4.              | Ostrów Lubelski   | 2 331           | - 4,20%         | 2 233           |
| 5.              | Dąbie ↑215,3%   | 2 077           | + 5,58%         | 2 193           | 5.              | Krajenka          | 3 810           | - 3,78%         | 3 666           |

### 1996–1997
| Lp.             | Miasto                | Ludność 1996    | 1996–97         | Ludność 1997    | Lp.             | Miasto                  | Ludność 1996    | 1996–97         | Ludność 1997    |
| --------------- | --------------------- | --------------- | --------------- | --------------- | --------------- | ----------------------- | --------------- | --------------- | --------------- |
| Wzrost ludności | Wzrost ludności       | Wzrost ludności | Wzrost ludności | Wzrost ludności | Spadek ludności | Spadek ludności         | Spadek ludności | Spadek ludności | Spadek ludności |
| 1.              | Krzeszowice ↑128,5%   | 8 449           | + 24,25%        | 10 498          | 1.              | Wodzisław Śląski ↓20,2% | 68 354          | - 27,29%        | 49 697          |
| 2.              | Borne Sulinowo        | 1 942           | + 22,76%        | 2 384           | 2.              | Oleszyce                | 3 570           | - 5,24%         | 3 383           |
| 3.              | Kowal ↑110,3%         | 3 016           | + 11,80%        | 3 372           | 3.              | Mirosławiec             | 2 646           | - 4,20%         | 2 535           |
| 4.              | Sędziszów Młp. ↑30,3% | 6 727           | + 6,87%         | 7 189           | 4.              | Skalbmierz              | 1 360           | - 2,43%         | 1 327           |
| 5.              | Biały Bór             | 2 326           | + 5,46%         | 2 453           | 5.              | Reszel ↑1,9%            | 5 722           | - 2,17%         | 5 598           |

### 1995–1996
| Lp.             | Miasto                 | Ludność 1995    | 1995–96         | Ludność 1996    | Lp.             | Miasto           | Ludność 1995    | 1995–96         | Ludność 1996    |
| --------------- | ---------------------- | --------------- | --------------- | --------------- | --------------- | ---------------- | --------------- | --------------- | --------------- |
| Wzrost ludności | Wzrost ludności        | Wzrost ludności | Wzrost ludności | Wzrost ludności | Spadek ludności | Spadek ludności  | Spadek ludności | Spadek ludności | Spadek ludności |
| 1.              | Borne Sulinowo         | 1 549           | + 25,37%        | 1 942           | 1.              | Lubniewice ↓6,6% | 1 986           | - 6,80%         | 1 851           |
| 2.              | Radomyśl Wielki ↑57,4% | 1 892           | + 24,26%        | 2 351           | 2.              | Nowe Warpno      | 1 453           | - 3,65%         | 1 400           |
| 3.              | Nowy Wiśnicz ↑1,6%     | 2 495           | + 5,01%         | 2 620           | 3.              | Szlichtyngowa    | 1 310           | - 3,05%         | 1 270           |
| 4.              | Zabłudów               | 2 132           | + 3,71%         | 2 211           | 4.              | Suraż            | 1 018           | - 3,05%         | 987             |
| 5.              | Nowogród               | 1 764           | + 3,12%         | 1 819           | 5.              | Będzin ↓0,3%     | 63 069          | - 2,82%         | 61 293          |

## Okresy dziesięcioletnie

### 1995–2005
Wzrost/spadek ludności miast w ujęciu dziesięcioletnim (1995–2005). Statystyka nie obejmuje miast, które otrzymały prawa miejskie po 1995 roku. Nie uwzględniono zmian powierzchni.
| Lp.             | Miasto          | Ludność 1995    | 1995–2005       | Ludność 2005    | Lp.             | Miasto                 | Ludność 1995    | 1995–2005       | Ludność 2005    |
| --------------- | --------------- | --------------- | --------------- | --------------- | --------------- | ---------------------- | --------------- | --------------- | --------------- |
| Wzrost ludności | Wzrost ludności | Wzrost ludności | Wzrost ludności | Wzrost ludności | Spadek ludności | Spadek ludności        | Spadek ludności | Spadek ludności | Spadek ludności |
| 1.              | Borne Sulinowo  | 1 549           | + 170,11%       | 4 184           | 1.              | Wodzisław Śląski       | 68 411          | – 27,75%        | 49 427          |
| 2.              | Radomyśl Wielki | 1 892           | + 53,44%        | 2 903           | 2.              | Pszczyna               | 34 675          | – 26,08%        | 25 633          |
| 3.              | Ząbki           | 15 866          | + 51,10%        | 23 974          | 3.              | Toszek                 | 5 171           | – 24,42%        | 3 908           |
| 4.              | Piaseczno       | 25 305          | + 45,56%        | 36 835          | 4.              | Nowe Warpno            | 1 453           | – 17,69%        | 1 196           |
| 5.              | Marki           | 15 931          | + 44,34%        | 22 995          | 5.              | Iwonicz-Zdrój          | 2 325           | – 17,42%        | 1 920           |
| 6.              | Luboń           | 20 716          | + 28,67%        | 26 655          | 6.              | Bytom                  | 226 810         | – 17,14%        | 187 943         |
| 7.              | Józefów         | 14 472          | + 25,46%        | 18 157          | 7.              | Hel                    | 4 758           | – 16,86%        | 3 956           |
| 8.              | Serock          | 2 935           | + 25,42%        | 3 681           | 8.              | Kolonowskie            | 4 110           | – 16,37%        | 3 437           |
| 9.              | Ropczyce        | 12 209          | + 23,43%        | 15 070          | 9.              | Nowe Miasto nad Pilicą | 4 563           | – 15,69%        | 3 847           |
| 10.             | Łomianki        | 12 709          | + 22,76%        | 15 602          | 10.             | Nałęczów               | 5 043           | – 15,41%        | 4 266           |

### 2005–2015
Wzrost/spadek ludności miast w ujęciu dziesięcioletnim (2005–2015). Statystyka nie obejmuje miast, które otrzymały prawa miejskie po 2005 roku. Nie uwzględniono zmian powierzchni.
| Lp.             | Miasto            | Ludność 2005    | 2005–15         | Ludność 2015    | Lp.             | Miasto          | Ludność 2005    | 2005–15         | Ludność 2015    |
| --------------- | ----------------- | --------------- | --------------- | --------------- | --------------- | --------------- | --------------- | --------------- | --------------- |
| Wzrost ludności | Wzrost ludności   | Wzrost ludności | Wzrost ludności | Wzrost ludności | Spadek ludności | Spadek ludności | Spadek ludności | Spadek ludności | Spadek ludności |
| 1.              | Siechnice         | 3 841           | + 76,80%        | 6 791           | 1.              | Kazimierz Dolny | 3 584           | – 27,18%        | 2 610           |
| 2.              | Radzymin          | 7 826           | + 54,06%        | 12 057          | 2.              | Działoszyce     | 1 091           | – 13,47%        | 944             |
| 3.              | Ząbki             | 23 974          | + 41,06%        | 33 818          | 3.              | Jedwabne        | 1 908           | – 13,42%        | 1 652           |
| 4.              | Niepołomice       | 8 477           | + 36,52%        | 11 573          | 4.              | Zdzieszowice    | 13 373          | – 11,76%        | 11 801          |
| 5.              | Ożarów Mazowiecki | 8 238           | + 33,30%        | 10 981          | 5.              | Zawadzkie       | 8 372           | – 11,48%        | 7 411           |
| 6.              | Marki             | 22 995          | + 33,05%        | 30 595          | 6.              | Nałęczów        | 4 266           | – 11,11%        | 3 792           |
| 7.              | Reda              | 18 360          | + 30,88%        | 24 029          | 7.              | Hel             | 3 956           | – 10,74%        | 3 531           |
| 8.              | Piaseczno         | 36 835          | + 25,74%        | 46 316          | 8.              | Łęczna          | 21 767          | – 10,70%        | 19 437          |
| 9.              | Pruszcz Gdański   | 23 800          | + 24,32%        | 29 589          | 9.              | Dobrodzień      | 4 211           | – 10,69%        | 3 761           |
| 10.             | Głogów Małopolski | 5 081           | + 23,16%        | 6 258           | 10.             | Ozimek          | 9 994           | – 10,03%        | 8 992           |

### 2015–2025
Wzrost/spadek ludności miast w ujęciu dziesięcioletnim (2015–2025). Statystyka nie obejmuje miast, które otrzymały prawa miejskie po 2015 roku. Nie uwzględniono zmian powierzchni.
| Lp.             | Miasto               | Ludność 2015    | 2015–25         | Ludność 2025    | Lp.             | Miasto          | Ludność 2015    | 2015–25         | Ludność 2025    |
| --------------- | -------------------- | --------------- | --------------- | --------------- | --------------- | --------------- | --------------- | --------------- | --------------- |
| Wzrost ludności | Wzrost ludności      | Wzrost ludności | Wzrost ludności | Wzrost ludności | Spadek ludności | Spadek ludności | Spadek ludności | Spadek ludności | Spadek ludności |
| 1.              | Siechnice            | 6 381           | + 78,12%        | 11 366          | 1.              | Jastarnia       | 3 866           | – 33,50%        | 2 571           |
| 2.              | Głogów Małopolski    | 6 190           | + 75,62%        | 10 871          | 2.              | Pieszyce        | 9 586           | – 29,58%        | 6 750           |
| 3.              | Sędziszów Małopolski | 7 492           | + 65,82%        | 12 423          | 3.              | Stopnica        | 1 462           | – 24,69%        | 1 101           |
| 4.              | Marki                | 29 722          | + 55,32%        | 46 163          | 4.              | Hel             | 3 594           | – 24,46%        | 2 715           |
| 5.              | Niepołomice          | 11 201          | + 53,80%        | 17 227          | 5.              | Kleszczele      | 1 321           | – 22,33%        | 1 026           |
| 6.              | Ożarów Mazowiecki    | 10 880          | + 46,51%        | 15 940          | 6.              | Łeba            | 3 836           | – 21,32%        | 3 018           |
| 7.              | Ząbki                | 32 844          | + 38,65%        | 45 538          | 7.              | Duszniki-Zdrój  | 4 837           | – 19,23%        | 3 907           |
| 8.              | Kobyłka              | 21 341          | + 34,01%        | 28 599          | 8.              | Frombork        | 2 437           | – 18,92%        | 1 976           |
| 9.              | Radzymin             | 11 698          | + 31,07%        | 15 333          | 9.              | Pieniężno       | 2 909           | – 18,60%        | 2 368           |
| 10.             | Wieliczka            | 21 676          | + 29,97%        | 28 173          | 10.             | Dąbie           | 2 061           | – 18,58%        | 1 678           |

## Okresy dwudziestoletnie

### 1995–2015
Miasta polskie o najwyższym wzroście bądź spadku ludności w perspektywie dwudziestoletniej (1995–2015). Statystyka nie obejmuje miast, które otrzymały prawa miejskie po 1995 roku. Nie uwzględniono zmian powierzchni.
| Lp.             | Miasto            | Ludność 1995    | 1995–2015       | Ludność 2015    | Lp.             | Miasto           | Ludność 1995    | 1995–2015       | Ludność 2015    |
| --------------- | ----------------- | --------------- | --------------- | --------------- | --------------- | ---------------- | --------------- | --------------- | --------------- |
| Wzrost ludności | Wzrost ludności   | Wzrost ludności | Wzrost ludności | Wzrost ludności | Spadek ludności | Spadek ludności  | Spadek ludności | Spadek ludności | Spadek ludności |
| 1.              | Borne Sulinowo    | 1 549           | + 216,53%       | 4 903           | 1.              | Kazimierz Dolny  | 3 959           | – 34,35%        | 2 599           |
| 2.              | Ząbki             | 15 866          | + 107,01%       | 32 844          | 2.              | Władysławowo     | 14 429          | – 30,33%        | 10 053          |
| 3.              | Marki             | 15 931          | + 86,57%        | 29 722          | 3.              | Toszek           | 5 171           | – 30,09%        | 3 615           |
| 4.              | Piaseczno         | 25 305          | + 80,07%        | 45 567          | 4.              | Wodzisław Śląski | 68 411          | – 28,57%        | 48 864          |
| 5.              | Strzelce Opolskie | 10 282          | + 78,69%        | 18 373          | 5.              | Pszczyna         | 34 675          | – 24,94%        | 26 028          |
| 6.              | Radzymin          | 7 056           | + 65,79%        | 11 698          | 6.              | Hel              | 4 758           | – 24,46%        | 3 594           |
| 7.              | Radomyśl Wielki   | 1 892           | + 64,06%        | 3 104           | 7.              | Bytom            | 226 810         | – 24,03%        | 172 306         |
| 8.              | Reda              | 15 136          | + 55,69%        | 23 565          | 8.              | Nałęczów         | 5 043           | – 22,82%        | 3 892           |
| 9.              | Niepołomice       | 7 336           | + 52,69%        | 11 201          | 9.              | Iwonicz-Zdrój    | 2 325           | – 20,90%        | 1 839           |
| 10.             | Ożarów Mazowiecki | 7 287           | + 49,31%        | 10 880          | 10.             | Kleszczele       | 1 662           | – 20,52%        | 1 321           |
| 11.             | Luboń             | 20 716          | + 48,74%        | 30 813          | 11.             | Działoszyce      | 1 204           | – 19,93%        | 964             |
| 12.             | Serock            | 2 935           | + 42,25%        | 4 175           | 12.             | Stronie Śląskie  | 7 303           | – 18,75%        | 5 934           |
| 13.             | Wasilków          | 7 629           | + 39,95%        | 10 677          | 13.             | Zawadzkie        | 9 216           | – 18,70%        | 7 493           |
| 14.             | Józefów           | 14 472          | + 39,14%        | 20 137          | 14.             | Kolonowskie      | 4 110           | – 18,22%        | 3 361           |
| 15.             | Głogów Małopolski | 4 450           | + 39,10%        | 6 190           | 15.             | Szczawnica       | 7 289           | – 18,07%        | 5 972           |
| 16.             | Pruszcz Gdański   | 21 318          | + 37,10%        | 29 226          | 16.             | Dobrodzień       | 4 574           | – 17,51%        | 3 773           |
| 17.             | Kobyłka           | 15 615          | + 36,67%        | 21 341          | 17.             | Ozimek           | 10 999          | – 17,09%        | 9 119           |
| 18.             | Łomianki          | 12 709          | + 30,75%        | 16 617          | 18.             | Szklarska Poręba | 8 203           | – 16,75%        | 6 829           |
| 19.             | Tyczyn            | 2 792           | + 30,30%        | 3 638           | 19.             | Reszel           | 5 693           | – 16,51%        | 4 753           |
| 20.             | Ropczyce          | 12 209          | + 28,77%        | 15 722          | 20.             | Kozienice        | 21 554          | – 16,19%        | 18 064          |

### 2005–2025
Miasta polskie o najwyższym wzroście bądź spadku ludności w perspektywie dwudziestoletniej (2005–2025). Statystyka nie obejmuje miast, które otrzymały prawa miejskie po 2005 roku. Nie uwzględniono zmian powierzchni.
| Lp.             | Miasto               | Ludność 2005    | 2005–2025       | Ludność 2025    | Lp.             | Miasto          | Ludność 2005    | 2005–2025       | Ludność 2025    |
| --------------- | -------------------- | --------------- | --------------- | --------------- | --------------- | --------------- | --------------- | --------------- | --------------- |
| Wzrost ludności | Wzrost ludności      | Wzrost ludności | Wzrost ludności | Wzrost ludności | Spadek ludności | Spadek ludności | Spadek ludności | Spadek ludności | Spadek ludności |
| 1.              | Głogów Małopolski    | 4 995           | + 117,64%       | 10 871          | 1.              | Władysławowo    | 14 782          | – 38,31%        | 9 119           |
| 2.              | Niepołomice          | 8 363           | + 105,99%       | 17 227          | 2.              | Jastarnia       | 4 035           | – 36,28%        | 2 571           |
| 3.              | Marki                | 22 478          | + 105,37%       | 46 163          | 3.              | Hel             | 4 136           | – 34,36%        | 2 715           |
| 4.              | Radzymin             | 7 750           | + 97,85%        | 15 333          | 4.              | Kleszczele      | 1 473           | – 30,35%        | 1 026           |
| 5.              | Ząbki                | 23 277          | + 95,64%        | 45 538          | 5.              | Pieszyce        | 9 576           | – 29,51%        | 6 750           |
| 6.              | Ożarów Mazowiecki    | 8 227           | + 93,75%        | 15 940          | 6.              | Szczawnica      | 7 291           | – 28,79%        | 5 192           |
| 7.              | Sędziszów Małopolski | 7 120           | + 74,48%        | 12 423          | 7.              | Działoszyce     | 1 117           | – 26,59%        | 820             |
| 8.              | Kobyłka              | 17 586          | + 62,62%        | 28 599          | 8.              | Dęblin          | 18 710          | – 26,02%        | 13 842          |
| 9.              | Reda                 | 18 111          | + 59,51%        | 28 888          | 9.              | Zawadzkie       | 8 469           | – 25,63%        | 6 298           |
| 10.             | Wieliczka            | 18 786          | + 49,97%        | 28 173          | 10.             | Zdzieszowice    | 13 467          | – 25,48%        | 10 035          |
| 11.             | Serock               | 3 616           | + 48,81%        | 5 381           | 11.             | Dziwnów         | 3 031           | – 24,71%        | 2 282           |
| 12.             | Wasilków             | 8 751           | + 46,62%        | 12 831          | 12.             | Reszel          | 5 226           | – 24,19%        | 3 962           |
| 13.             | Piaseczno            | 35 665          | + 44,90%        | 51 678          | 13.             | Duszniki-Zdrój  | 5 150           | – 24,14%        | 3 907           |
| 14.             | Tyczyn               | 3 252           | + 42,28%        | 4 627           | 14.             | Gozdnica        | 3 501           | – 23,42%        | 2 681           |
| 15.             | Pruszcz Gdański      | 23 529          | + 37,12%        | 32 263          | 15.             | Tyszowce        | 2 359           | – 23,06%        | 1 815           |
| 16.             | Kąty Wrocławskie     | 5 390           | + 32,23%        | 7 127           | 16.             | Iwonicz-Zdrój   | 1 963           | – 23,03%        | 1 511           |
| 17.             | Grodzisk Mazowiecki  | 26 593          | + 32,20%        | 35 156          | 17.             | Bytom           | 189 535         | – 22,82%        | 146 290         |
| 18.             | Skoki                | 3 779           | + 27,52%        | 4 819           | 18.             | Lądek-Zdrój     | 6 296           | – 22,78%        | 4 862           |
| 19.             | Luboń                | 26 156          | + 25,51%        | 32 829          | 19.             | Wałbrzych       | 127 566         | – 22,59%        | 98 748          |
| 20.             | Rzeszów              | 159 020         | + 24,71%        | 198 317         | 20.             | Ozimek          | 10 040          | – 22,51%        | 7 780           |

## Okresy trzydziestoletnie

### 1995–2025
Miasta polskie o najwyższym wzroście bądź spadku ludności w perspektywie trzydziestoletniej (1995–2025). Statystyka nie obejmuje miast, które otrzymały prawa miejskie po 1995 roku.
| Lp.             | Miasto                         | Ludność 1995    | 1995–2025       | Ludność 2025    | Lp.             | Miasto                   | Ludność 1995    | 1995–2025       | Ludność 2025    |
| --------------- | ------------------------------ | --------------- | --------------- | --------------- | --------------- | ------------------------ | --------------- | --------------- | --------------- |
| Wzrost ludności | Wzrost ludności                | Wzrost ludności | Wzrost ludności | Wzrost ludności | Spadek ludności | Spadek ludności          | Spadek ludności | Spadek ludności | Spadek ludności |
| 1.              | Borne Sulinowo                 | 1 549           | + 209,94%       | 4 801           | 1.              | Hel ↑348,33%             | 4 758           | – 42,94%        | 2 715           |
| 2.              | Marki ↑0,46%                   | 15 931          | + 189,77%       | 46 163          | 2.              | Kleszczele               | 1 662           | – 38,27%        | 1 026           |
| 3.              | Ząbki ↓1,35%                   | 15 866          | + 187,02%       | 45 538          | 3.              | Władysławowo ↓13,10%     | 14 429          | – 36,80%        | 9 119           |
| 4.              | Głogów Małopolski ↑178,30%     | 4 450           | + 144,29%       | 10 871          | 4.              | Jastarnia ↓36,88%        | 4 019           | – 36,03%        | 2 571           |
| 5.              | Niepołomice ↑1,18%             | 7 336           | + 134,83%       | 17 227          | 5.              | Bytom ↓15,88%            | 226 810         | – 35,50%        | 146 290         |
| 6.              | Ożarów Mazowiecki ↑41,22%      | 7 287           | + 118,75%       | 15 940          | 6.              | Iwonicz-Zdrój ↑1,20%     | 2 325           | – 35,01%        | 1 511           |
| 7.              | Radzymin ↑0,21%                | 7 056           | + 117,30%       | 15 333          | 7.              | Wodzisław Śląski ↓20,35% | 6 8411          | – 35,01%        | 44 460          |
| 8.              | Piaseczno ↓0,61%               | 25 305          | + 104,22%       | 51 678          | 8.              | Pieszyce ↓72,14%         | 10 102          | – 33,18%        | 6 750           |
| 9.              | Reda ↑26,79%                   | 15 136          | + 90,86%        | 28 888          | 9.              | Toszek ↑0,83%            | 5 171           | – 32,91%        | 3 469           |
| 10.             | Sędziszów Małopolski ↑384,80%  | 6 774           | + 83,39%        | 12 423          | 10.             | Stronie Śląskie ↓4,42%   | 7 303           | – 32,77%        | 4 910           |
| 11.             | Serock ↑15,78%                 | 29 35           | + 83,34%        | 5 381           | 11.             | Działoszyce ↑0,52%       | 1 204           | – 31,89%        | 820             |
| 12.             | Kobyłka ↓2,04%                 | 15 615          | + 83,15%        | 28 599          | 12.             | Szklarska Poręba ↓0,15%  | 8 203           | – 31,88%        | 5 588           |
| 13.             | Radomyśl Wielki ↑75,10%        | 1 892           | + 82,45%        | 3 452           | 13.             | Zawadzkie ↓0,36%         | 9 216           | – 31,66%        | 6 298           |
| 14.             | Wasilków ↑0,39%                | 7 629           | + 68,19%        | 12 831          | 14.             | Duszniki-Zdrój           | 5 645           | – 30,79%        | 3 907           |
| 15.             | Tyczyn                         | 2 792           | + 65,72%        | 4 627           | 15.             | Reszel ↑2,14%            | 5 693           | – 30,41%        | 3 962           |
| 16.             | Strzelce Opolskie ↓0,53%       | 10 282          | + 62,75%        | 16 734          | 16.             | Lądek-Zdrój ↑0,84%       | 6 883           | – 29,36%        | 4 862           |
| 17.             | Luboń ↓0,07%                   | 20 716          | + 58,47%        | 32 829          | 17.             | Kozienice                | 21 554          | – 29,31%        | 15 237          |
| 18.             | Wieliczka ↑0,30%               | 17 813          | + 58,16%        | 28 173          | 18.             | Ozimek                   | 10 999          | – 29,27%        | 7 780           |
| 19.             | Pruszcz Gdański ↓0,06%         | 21 318          | + 51,34%        | 32 263          | 19.             | Wałbrzych ↓0,12%         | 139 219         | – 29,07%        | 98 748          |
| 20.             | Józefów ↑0,13%                 | 14 472          | + 46,73%        | 21 235          | 20.             | Nałęczów ↓0,14%          | 5 043           | – 28,99%        | 3 581           |
| 21.             | Łomianki                       | 12 709          | + 43,58%        | 18 248          | 21.             | Szczawnica ↓62,65%       | 7 289           | – 28,77%        | 5 192           |
| 22.             | Grodzisk Mazowiecki            | 24 962          | + 40,84%        | 35 156          | 22.             | Pszczyna ↓68,56%         | 34 675          | – 28,68%        | 24 729          |
| 23.             | Kąty Wrocławskie ↑35,81%       | 5 088           | + 40,07%        | 7 127           | 23.             | Kamienna Góra ↑0,39%     | 23 562          | – 28,54%        | 16 838          |
| 24.             | Skoki                          | 3 550           | + 35,75%        | 4 819           | 24.             | Pionki ↑0,33%            | 22 072          | – 28,31%        | 15 824          |
| 25.             | Kórnik ↓1,64%                  | 6 059           | + 33,85%        | 8 110           | 25.             | Nowe Warpno ↓0,20%       | 1 453           | – 28,15%        | 1 044           |
| 26.             | Rumia ↓0,07%                   | 40 250          | + 33,59%        | 53 770          | 26.             | Sopot ↑60,37%            | 43 576          | – 27,84%        | 31 444          |
| 27.             | Brwinów ↑46,02%                | 11 000          | + 32,95%        | 14 624          | 27.             | Zwierzyniec ↑27,89%      | 3 783           | – 27,65%        | 2 737           |
| 28.             | Grodzisk Wielkopolski ↑298,47% | 11 595          | + 30,36%        | 15 115          | 28.             | Krynica-Zdrój ↓1,19%     | 13 030          | – 27,60%        | 9 434           |
| 29.             | Ropczyce ↑79,91%               | 12 209          | + 29,86%        | 15 855          | 29.             | Żychlin ↓0,12%           | 10 177          | – 27,28%        | 7 401           |
| 30.             | Pobiedziska ↑0,79%             | 7 630           | + 29,74%        | 9 899           | 30.             | Zdzieszowice             | 13 747          | – 27,00%        | 10 035          |